# Adolf Wedderwille

Adolf Wedderwille (ca. 1938)

Adolf Wedderwille (* 25. September 1895 in Wedderwillen bei Pottenhausen; † 10. Mai 1947 in Detmold) war ein deutscher Politiker (NSDAP).

## Leben und Wirken
Wedderwille war der Sohn eines Zieglers. Nach dem Besuch der Volksschule in Iggenhausen absolvierte Wedderwille ab 1909 eine dreijährige Maler- und Glaserlehre und arbeitete danach als Gehilfe in Lage und Hannover. Ab Mai 1915 nahm er mit dem Infanterieregiment 99 und dem Reserveinfanterieregiment 78 am Ersten Weltkrieg teil, in dem er mit dem Eisernen Kreuz beider Klassen ausgezeichnet wurde.
1919 übernahm Wedderwille den Betrieb seines verstorbenen Lehrherrn in Lage, den er bis zum Oktober 1933 führte. Nachdem er im Jahr 1923 Kontakt zur NSDAP aufgenommen hatte, baute er die lokale SA auf. Formell trat er Anfang November 1929 der NSDAP bei (Mitglieds-Nr. 166 833). 1932 übernahm er erste öffentliche Ämter als Stadt- und Kreistagsabgeordneter, sowie den Vorsitz der Fraktion im Kreistag. 1933 wurde er ebenfalls zum Kreisleiter der NSDAP des Kreises Detmold ernannt. Diese Funktion behielt er mit einer kurzen Unterbrechung bei, bis 1938 der Zusammenschluss der NSDAP-Kreise Lemgo und Detmold zum NSDAP-Kreis Lippe erfolgte.
In der Landtagswahl in Lippe im Januar 1933 wurde Wedderwille auf dem ersten Listenplatz in den Landtag gewählt. Im März desselben Jahres kam er als stellvertretender Regierungschef in das Lippische Landespräsidium, dessen faktischer Regierungschef er wurde. Mit der Kreisleitung der NSDAP und der faktischen Leitung der Landesregierung lagen nun die wichtigsten Machtpositionen Lippes in der Hand von Wedderwille.
Bei der Reichstagswahl vom November 1933 wurde Wedderwille für den Wahlkreis 17 (Westfalen Nord) in den Reichstag gewählt, dem er durchgehend angehörte. 1938 erfolgte die Zusammenlegung der Kreise Detmold und Lemgo im Rahmen der Parteiorganisation zum Kreis Lippe. Damit bestimmte er nach dem Führerprinzip des Nationalsozialismus das Geschehen im Land Lippe bis zum Ende der NS-Herrschaft im Mai 1945 und war über den Gauleiter Alfred Meyer letztlich Adolf Hitler direkt verantwortlich. In seiner Tätigkeit als Gauleiter übersah Wedderwille auch die Durchführung der Schikanen gegen jüdische Betriebe, um die Besitzer schließlich zum Verkauf zu zwingen, wie zum Beispiel bei der Lippischen Thonwarenfabrik in Dörentrup.
Am 3. April 1945 näherte sich die 2. US-Panzerdivision der Stadt Detmold von Süden her. Kreisleiter Wedderwille hatte inzwischen seinen Posten verlassen und geriet als Volkssturmmann verkleidet in amerikanische Kriegsgefangenschaft. Nach seiner Entlassung kam er Anfang November 1945 nach Lemgo. Dort wurde er allerdings erkannt und unverzüglich von britischer Militärpolizei verhaftet. Er kam ins Landgerichtsgefängnis in Detmold und wurde nach kurzer Zeit in das Internierungslager Recklinghausen-Hillerheide gebracht. Im Sommer 1946 erkrankte er schwer, so dass man ihn ins Internierungslazarett Vehlen verlegte. Am 27. September 1946 wurde er wegen Haftunfähigkeit entlassen und verstarb am 10. Mai 1947.
Wedderwilles Nachlass lagert heute im Staatsarchiv Detmold.